# Christian Patiño
Christian Patiño Gómez (Los Mochis, Sinaloa, 16 de agosto de 1975) es un exfutbolista mexicano. 

## Trayectoria
Debutó en 1996 y fue campeón con el Club América en el 2002.
En la final del torneo de Verano 2002 anotó uno de los 3 tantos con los que América se coronaria ese día contra Necaxa. En el año 2003 fue seleccionado nacional de México. En el 2001 hizo una aparición en la telenovela El juego de la vida como él mismo. 
Reside en Filadelfia, donde inició un proyecto para enseñarle los fundamentos básicos del fútbol a los niños de la comunidad latina.

## Estadísticas

### Clubes
| C.F. América · México |               |               |     |     |   |    |    |     |     |    |
| 1.ª | 1995-96       | 1             | 0   | 0   | 0 | -  | -  | 1   | 0   |    |
| 1.ª | 1996-97       | 13            | 1   | 2   | 0 | -  | -  | 15  | 1   |    |
| 1.ª | 1997-98       | 3             | 0   | 0   | 0 | 2  | 0  | 5   | 0   |    |
| 1.ª | 2000          | -             | -   | -   | - | 1  | 0  | 1   | 0   |    |
| 1.ª | 2001-02       | 36            | 8   | 3   | 0 | 13 | 4  | 52  | 12  |    |
| 1.ª | 2002-03       | 39            | 10  | -   | - | 4  | 1  | 43  | 11  |    |
| 1.ª | 2003          | 11            | 1   | -   | - | -  | -  | 11  | 1   |    |
| Total club | Total club    | 103           | 20  | 5   | 0 | 20 | 5  | 128 | 25  |    |
| Unión de Curtidores · México |               |               |     |     |   |    |    |     |     |    |
| 2.ª | 1998-99       | 42            | 26  | -   | - | -  | -  | 42  | 26  |    |
| Total club | Total club    | 42            | 26  | -   | - | -  | -  | 42  | 26  |    |
| León A.C. · México |               |               |     |     |   |    |    |     |     |    |
| 1.ª | 1999-00       | 18            | 0   | -   | - | -  | -  | 18  | 0   |    |
| Total club | Total club    | 18            | 0   | -   | - | -  | -  | 18  | 0   |    |
| C.F. La Piedad · México |               |               |     |     |   |    |    |     |     |    |
| 2.ª | 2000-01       | 45            | 36  | -   | - | -  | -  | 45  | 36  |    |
| Total club | Total club    | 45            | 36  | -   | - | -  | -  | 45  | 36  |    |
| San Luis F.C. · México |               |               |     |     |   |    |    |     |     |    |
| 1.ª | 2004          | 19            | 2   | -   | - | -  | -  | 19  | 2   |    |
| Total club | Total club    | 19            | 3   | ! - | - | -  | -  | 19  | 2   |    |
| Dorados de Sinaloa · México |               |               |     |     |   |    |    |     |     |    |
| 1.ª | 2004-05       | 25            | 5   | -   | - | -  | -  | 25  | 5   |    |
| 1.ª | 2005-06       | 21            | 2   | -   | - | -  | -  | 21  | 2   |    |
| Total club | Total club    | 46            | 7   | -   | - | -  | -  | 46  | 7   |    |
| Gallos de Caliente · México |               |               |     |     |   |    |    |     |     |    |
| 2.ª | 2006          | 2             | 3   | -   | - | -  | -  | 2   | 0   |    |
| Total club | Total club    | 2             | 0   | -   | - | -  | -  | 2   | 0   |    |
| Celaya F.C. · México |               |               |     |     |   |    |    |     |     |    |
| 2.ª | 2007          | 9             | 2   | -   | - | -  | -  | 9   | 2   |    |
| Total club | Total club    | 9             | 2   | -   | - | -  | -  | 9   | 2   |    |
| Querétaro F.C. · México |               |               |     |     |   |    |    |     |     |    |
| 1.ª | 2007          | 3             | 0   | -   | - | -  | -  | 3   | 0   |    |
| 2.ª | 2007          | 7             | 1   | -   | - | -  | -  | 7   | 1   |    |
| Total club | Total club    | 10            | 1   | -   | - | -  | -  | 10  | 1   |    |
| Total carrera | Total carrera | Total carrera | 294 | 94  | 5 | 0  | 20 | 5   | 319 | 99 |
| (1)Incluye datos de la Copa México y Pre Pre Libertadores (2001). (2)Incluye datos de la Pre-Libertadores (2002), Copa Libertadores (1998, 2000 y 2002), Copa de Gigantes de la Concacaf (2001) y Copa Campeones CONCACAF (2003). |               |               |     |     |   |    |    |     |     |    |

## Selección nacional

### Partidos internacionales
| # | Fecha               | Rival    | Sede      | Estadio          | Resultado | Competición |
| - | ------------------- | -------- | --------- | ---------------- | --------- | ----------- |
| 1 | 19 de marzo de 2003 | Bolivia  | Texas     | Texas Stadium    | 1 - 0     | Amistoso    |
| 2 | 26 de marzo de 2003 | Paraguay | San Diego | Estadio Qualcomm | 1 - 1     | Amistoso    |

### Goles internacionales
| # | Fecha               | Rival    | Marcador | Resultado | Competición |
| - | ------------------- | -------- | -------- | --------- | ----------- |
| 1 | 26 de marzo de 2003 | Paraguay | 1-0      | 1-1       | Amistoso    |

## Palmarés

### Títulos nacionales
| Título           | Club       | País   | Año  |
| ---------------- | ---------- | ------ | ---- |
| Primera División | C. América | México | 2002 |

### Títulos internacionales
| Título                          | Club (*)   | País           | Año  |
| ------------------------------- | ---------- | -------------- | ---- |
| Copa de Gigantes de la Concacaf | C. América | Estados Unidos | 2001 |

(*) Incluyendo la Selección